# Lomtjärnen (Söderala socken, Hälsingland)
Lomtjärnen är en sjö i Söderhamns kommun i Hälsingland och ingår i Norralaån-Ljusnans kustområde.